# Ибини-Исэй, Берни
Берни Альфа Ибини-Исэй (англ. Bernie Alpha Ibini-Isei; род. 12 октября 1992, Порт-Харкорт) — австралийский футболист, нападающий. Выступал за сборную Австралии.

## Ранние годы
Родился в Нигерии, эмигрировал в Австралию когда был ребёнком. Был увлечен футболом с детства и в возрасте 6 лет выступал в клубе Эрлвуд Уондерс.

## Клубная карьера

### Молодёжная карьера
Берни начинал свою карьеру в клубе Премьер-лиге Нового Южного Уэльса «Блэктаун Сити», параллельно обучаясь в Уестфилдс Спортс Хай Скул. В 2009 году присоединился к молодёжной команде «Сентрал Кост Маринерс». В том же году стал лучшим бомбардиром в Национальной молодёжной лиге.

### «Сентрал Кост Маринерс»
В 2010 году был переведен во взрослую команду, в составе которого дебютировал в Эй-лиге 12 февраля 2010 года в матче против «Веллингтон Феникс» выйдя на замену на 67 минуте вместо Мэттью Льюиса. Свой первый гол забил 9 февраля 2011 года в ворота клуба «Голд-Кост Юнайтед». В феврале 2012 года продлил свой контракт с клубом на 2 года. В начале 2013 года находился на просмотре в бельгийском клубе «Брюгге».

### «Шанхай»
В мае 2013 года переходит в «Шанхай Ист Эйша» за 500 000 долларов, контракт заключен на 3 года с зарплатой 400 000 долларов в год. За клуб провел 10 матчей. Получал мало игровой практики и испытывал трудности с жизнью в Китае. В январе 2014 года был отправлен в аренду в свой бывший клуб «Сентрал Кост Маринерс» до конца сезона.
В мае 2014 года согласовал годовую аренду в клуб «Сидней», где получил 11 номер. Дебютировал за клуб в матче первого тура против «Мельбурн Сити», а первый гол забил в Сиднейском дерби. В последующие 3 тура забил голы в ворота «Перт Глори», «Ньюкасл Джетс» и гол после блестящего сольного прохода в матче против «Веллингтон Феникс». Берни сыграл в каждом мачте сезона 2014/15, несмотря на то, что «Сидней» пытался оставить футболиста у себя он был отозван в «Шанхай Ист Эйша» 3 июня 2015 года.

### «Брюгге»
После возвращения в Китай стало известно, что Берни отправился на медицинское обследование в «Брюгге», так как в «Шанхай Ист Эйша» превышен лимит иностранцев. Контракт на три года был подписан 5 июня 2015 года.
В июле 2016 года Ибини вернулся в «Сидней» в аренду на сезон.

### «Ванкувер Уайткэпс»
В мае 2017 года перешёл в клуб MLS «Ванкувер Уайткэпс», подписав контракт до конца сезона 2018 с возможностью продления на сезон 2019. В североамериканской лиге дебютировал 18 июня в матче против «Далласа», выйдя на замену на несколько минут в концовке встречи. В матче против «Далласа» 29 июля забил свой первый гол в MLS.

### «Эмирейтс»
8 августа 2018 года «Ванкувер Уайткэпс» объявил о достижении договорённости с Ибини о расторжении контракта по взаимному согласию, что дало возможность игроку присоединиться к клубу Про-лиги ОАЭ «Эмирейтс».

### «Чонбук Хёндэ Моторс»
В январе 2019 года перешёл в клуб корейской Кей-лиги «Чонбук Хёндэ Моторс».

### «Ньюкасл Юнайтед Джетс»
В феврале 2020 года вернулся в Австралию, подписав краткосрочный контракт на оставшуюся часть сезона 2019/20 с «Ньюкасл Юнайтед Джетс», где воссоединился с бывшим тренером «Ванкувер Уайткэпс» Карлом Робинсоном. 7 октября 2020 года продлил контракт с «Джетс» на один сезон.

### «Уэстерн Сидней Уондерерс»
В декабре 2020 года выкупил свой контракт у «Ньюкасл Джетс» и последовал за Робинсоном в «Уэстерн Сидней Уондерерс».

## Международная карьера
Ибини-Исэй дебютировал в молодёжной сборной Австралии в 2011 году в матче со сборной Германии. Был членом сборной Австралии на Чемпионате мира среди молодёжных сборных 2011.
7 марта 2011 года дебютировал в олимпийской сборной Австралии в матче с олимпийской сборной Ирака в рамках азиатского отборочного турнира.

## Достижения
- Победитель регулярного чемпионата Эй-лиги: (2) 2011/12, 2016/17
- Победитель плей-офф Эй-лиги: 2012/13
- Победитель Кей-лиги 1:  2019